# Isla Rocuant
Isla Rocuant är en ö i Chile.   Den ligger i regionen Región del Biobío, i den södra delen av landet, 400 km sydväst om huvudstaden Santiago de Chile.
Runt Isla Rocuant är det mycket tätbefolkat, med 1 573 invånare per kvadratkilometer.